# The Temptation of Eve
The Temptation of Eve ist ein 2013 veröffentlichter US-amerikanischer Pornospielfilm der Regisseurin Jacky St. James mit Remy LaCroix in der Hauptrolle.

## Handlung
Eve (Remy LaCroix) lebt gemeinsam unter einem Dach mit ihrer ersten Liebe Brandon (Xander Corvus) und ihrem gegenwärtigen Liebhaber Danny (Tommy Pistol). Eve fühlt sich mit Danny sehr wohl, kann aber Brandon irgendwie nicht loslassen.

## Wissenswertes
- Der Film ist Bestandteil einer neuen Filmreihe des Labels mit dem Titel “Erotic Stories”, die sich vor allem an Paare und Frauen richtet. Die Vorgängerfilme sind The Submission of Emma Marx und Cabaret Desire.

## Auszeichnungen
- 2014: AVN Award – Best Romance Movie
- 2014: XBIZ Awards – Screenplay of the Year
- 2014: XBIZ Award – Best Actress (Feature Movie) – The Temptation of Eve
- 2014: AVN Award – Best Actress (Remy LaCroix) – The Temptation of Eve
- 2013: XCritic Editor’s Choice Awards – Best Couples Themed Release